# Neubrandenburg
Neubrandenburg este un oraș în landul Mecklenburg - Pomerania Inferioară, Germania.

## Personalități născute aici
- Katrin Krabbe (n. 1969), atletă;
- Tim Borowski (n. 1980), fotbalist.

1. ↑   https://neubrandenburg.de/Politik-Verwaltung/Rathaus/Oberb%C3%BCrgermeister Lipsește sau este vid: |title= (ajutor)
2. ↑  Alle politisch selbständigen Gemeinden mit ausgewählten Merkmalen am 31.12.2018 (4. Quartal) (în germană), Statistisches Bundesamt[*], arhivat din original la 10 martie 2019, accesat în 10 martie 2019